# قوات الرضا
قوات الرضا أو لواء الرضا هي جماعة فرعية من حزب الله السوري موالية للحكومة السورية. ينتمي أعضائها إلى المجتمع السوري الموالي للنظام في سوريا، بشكل رئيسي من منطقة حمص. اسمها يشير إلى علي الرضا.